# 馬體乾 (天順進士)
馬體乾，江西承宣布政使司吉安府永新縣（今江西省永新縣）人，明朝政治人物，同進士出身。

## 生平
天順元年（1457年），登進士，授陝西道監察御史。后任靈璧縣知縣、華容縣知縣。此後升至黃州府同知，最後官至陝西提學僉事。